# Jean de Bridlington
Saint Jean de Bridlington, né en 1319 dans le village de Thwing dans le nord du Yorkshire et mort de la peste le 13 octobre 1379, est un saint anglais canonisé en 1401.

## Histoire
Jean, qui appartient à une famille pieuse du Yorkshire du nom de Twenge fait ses études à Oxford, puis devient chanoine régulier de saint Augustin au prieuré Sainte-Marie de Bridlington dans le diocèse d'York. Il est chargé de divers offices, jusqu'à ce qu'il soit élu prieur en 1361, malgré sa réticence. Il conserve cet office jusqu'à sa mort.
Saint Jean de Bridlington acquiert de son vivant une réputation d'homme évangélique s'appuyant en particulier sur la théologie de l'Évangile selon Jean et le traité du mystique Richard Rolle Incendium Amoris. Divers miracles lui sont attribués par la ferveur populaire, comme la vision qu'ont de lui des marins qu'il sauve d'un naufrage au large d'Hartlepool. Il meurt de la peste en 1379.
Saint Jean de Bridlington est canonisé en 1401 par Boniface IX. Le prieur de Bridlington reçoit en 1409 le privilège de porter la mitre.
Sa dépouille est transférée sous le maître-autel du prieuré. Il est rapporté qu'Henri V le prie à la bataille d'Azincourt. Sa châsse est détruite et sa dépouille disparaît en 1537 pendant la Réforme protestante.
Il est fêté le 21 octobre par l'Église, et le 9 octobre par les chanoines augustins.
Il est représenté dans le livre d'heures de Beaufort au folio 7 (miniature du XVe siècle).